# Paweł Jachym
Paweł Jachym (ur. 21 lutego 1973 w Tarnowie) – polski żużlowiec.
Sport żużlowy uprawiał w latach 1992–1994, reprezentując barwy klubów: Victoria Rolnicki Machowa (1992), Unia Tarnów (1993) oraz Polonia Bydgoszcz (1994). 
Złoty medalista młodzieżowych drużynowych mistrzostw Polski (Wrocław 1993). Finalista młodzieżowych indywidualnych mistrzostw Polski (Tarnów 1992 – XIII miejsce). Finalista młodzieżowych mistrzostw Polski par klubowych (Toruń 1992 – VI miejsce). Finalista mistrzostw Polski par klubowych (Gorzów Wielkopolski 1992 – VII miejsce). Finalista turnieju o „Złoty Kask” (Wrocław 1992 – XIII miejsce). Finalista turnieju o „Srebrny Kask” (Machowa 1993 – IX miejsce). 